# María Isabel (cantante)
María Isabel López Rodríguez, nota semplicemente come María Isabel (Ayamonte, 4 gennaio 1995), è una cantante, attrice, conduttrice televisiva e modella spagnola, diventata nota al pubblico per la vittoria nella seconda edizione del Junior Eurovision Song Contest con la canzone Antes muerta que sencilla.

## Carriera

### Cantante

#### 2004: Junior Eurivision Song Contest e¡No me toques las palmas que me conozco!

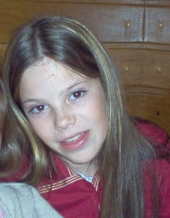
María Isabel nel 2007

Nata a Ayamonte nell'Andalusia, è una giovanissima cantante che ha debuttato a solo 9 anni allo Junior Eurovision Song Contest 2004 e ha vinto con la canzone Antes muerta que sencilla. La vittoria nel contest ha procurato una immediata notorietà a María Isabel proiettandola ai primi posti delle classifiche in (quasi) tutta Europa. La canzone vincitrice, una moderna reinterpretazione del calore e del ritmo del flamenco, ineggiante alla gioia di vivere e alla "diversità" (il titolo della canzone, tradotto in italiano, significa "Meglio morta che normale") ha raggiunto infatti il primo posto in Spagna, Germania, Francia, Turchia e Portogallo, ed è entrata nella Top 10 in molti altri paesi d'Europa. In seguito a questo sorprendente risultato commerciale, nel 2005 María Isabel ha pubblicato un disco contenente, oltre alla canzone vincitrice del JESC, anche un altro brano di successo, la title track ¡No me toques las palmas que me conozco! (salita fino al nº2 della Hit parade spagnola). Anche il primo album con l'omonimo titolo del singolo, si è confermato un successo commerciale, piazzandosi immediatamente al primo posto in Spagna, vendendo oltre 500 000 copie e venendo riedito in seguito, in edizione speciale, con allegati un album fotografico ed un DVD delle sue partecipazioni televisive.
L'anno seguente María Isabel fu incaricata di premiare con il trofeo del Junior Eurovision Song Contest 2005 la vincitrice bielorussa Ksenija Sitnik.

#### 2005:Número 2
Nello stesso anno ha pubblicato anche un nuovo album chiamato Número 2, che si è piazzato nuovamente al primo posto della hit parade spagnola conquistando anche 3 dischi di platino (avendo venduto oltre 300 000 copie).

#### 2006-2007:Capricornio
La brillante carriera musicale è proseguita nel 2006 con l'album Capricornio, e nel 2007 con la colonna sonora del suo primo film da protagonista Ángeles S.A..

#### 2009: Los Lunnis con María Isabel
Nel 2009 ha pubblicato un nuovo album intitolato Los Lunnis con María Isabel in cui sono presenti 14 nuovi brani..

#### 2015:Yo Decidoe partecipazione all'Eurovision Song Contest
Dopo una pausa dalla carriera musicale per terminare gli studi, torna nel 2015, ben undici anni dopo il suo debutto, con il suo sesto album studio, Yo Decido
Il 29 dicembre 2015, è stato annunciato che María Isabel come una dei sei candidati per rappresentare la Spagna nell'Eurovision Song Contest 2016. Ha preso parte all'evento con la canzone La vida sólo es una, composta da David Santisteban, finendo al 4º posto con 68 punti. Il brano è il primo singolo estratto dal suo nuovo album.

#### 2018: Firma con nuova casa discografica e nuovo album studio
Nel 2018 María Isabel annuncia la firma di un contratto di registrazione e gestione con la Fods Records e Acordes Ediciones insieme all'artista Aarón Blasco con cui farà coppia. In settembre dello stesso anno, la cantante annuncia che non continuerà con il duo e lascerà la Fods. Nel 2019 cambia di nuovo contratto, passando con la Roster Music. Il 14 giugno 2019, Maria Isabel ha annunciato l'uscita del singolo Tu mirada, con alcune controversie perché la fonte scelta per la copertina del singolo era simile a quella del video musicale di Di mi nombre di Rosalia.

#### 2019-2021: Nuovo singolo e ritiro dal mondo della musica
Il 5 luglio 2019, María Isabel pubblica un nuovo singolo, intitolato Tu Mirada. Il 29 luglio 2021 la cantante annuncia attraverso i social network il suo ritiro dal mondo della musica.

### Presentatrice
In seguito la carriera da cantante di María Isabel è proseguita parallelamente a quella televisiva, nel 2008 è stata invitata come artista nel programma Al pie de la letra, e sempre a partire dallo stesso anno ha iniziato la sua collaborazione con la televisione di stato spagnola TVE nel programma per bambini Los Lunnis.

### Attrice
Nel 2007 ha esordito nel modo del cinema con Pablo Carbonell e Anabel Alonso nel film Ángeles S.A., che racconta la storia di una ragazza che porta lo stesso nome di Maria Isabel che ha perso il padre in un incidente aereo. Il padre, rendendosi conto che non ha angelo custode che decide cura i piedi per terra nel corpo di un insegnante di musical. Il film è stato premiato al Festival Internacional de Cine de Guadalajara. Il film è uscito in DVD il 30 aprile 2008 e successivamente nel 2010 è stato rilanciato in Francia con il titolo Angels.

### Modella
Maria Isabel partecipa per la prima volta come modella nel 2010 al Salón Internacional de la Moda Flamenca (SIMOF) nella collezione di Carmen Vega. Oltre a fare da modella, ha eseguito la canzone Cerca del Arcoíris, titolo omonimo della collezione. Successivamente viene coinvolta di nuovo nel 2011 e nel 2012 in 2 nuove collezioni di Carmen Vega chiamate Bella e Presumidas y Coquetas. Con la prima collezioni si esibise al La Pasarela Flamenca de Jerez. Nel febbraio del 2013 fa la sua quarta apparizione al SIMOF con una nuova collezione di Carmen Vega chiamata Me Embrujaste. A febbraio 2013 per la seconda volta si esibisce come modella al La Pasarela Flamenca de Jerez con una collezione di Carmen Vega.

## Vita privata
María Isabel è fidanzata con Jesús Marchena, dal quale ha avuto una figlia, Daliana (nata il 14 febbraio 2023).

## Discografia
- 2004 - ¡No me toques las palmas que me conozco!
- 2005 - Número 2
- 2006 - Capricornio
- 2007 - Ángeles S.A.
- 2009 - Los Lunnis con María Isabel
- 2015 - Yo Decido

## Filmografia

### Cinema
- Ángeles S.A. (2007)

### Televisione
- Junior Eurovision Song Contest 2004 - concorrente e vincitrice del concorso
- Al pie de la letra (2008) - ospite
- Los Lunnis (2009 - 2011) - conduttrice
- Este es mi pueblo (2014) - ospite
- Se llama copla (2015) - ospite
- Andalucia Directo (2015) - ospite
- Menuda Noche (2015) - ospite
- Corazón - intervistata
- El Gran Queo (2015) - ospite
- Tu cara me suena - Ospite, imitazione della cantante Rihanna
- La noche en Paz (2015) - ospite
- Feliz 2016 (2016) - ospite
- ¡Que tiempo tan feliz! - ospite
- Cine de barrio (2016) - ospite
- La mañana de La 1 (2016) - ospite
- Objetivo Eurovisión (2016) - 	Candidata all'Eurovision Song Contest 2016
- 90 Minutos (2016) - ospite
- Tu cara me suena (2020) - concorrente